# 博亞諾沃

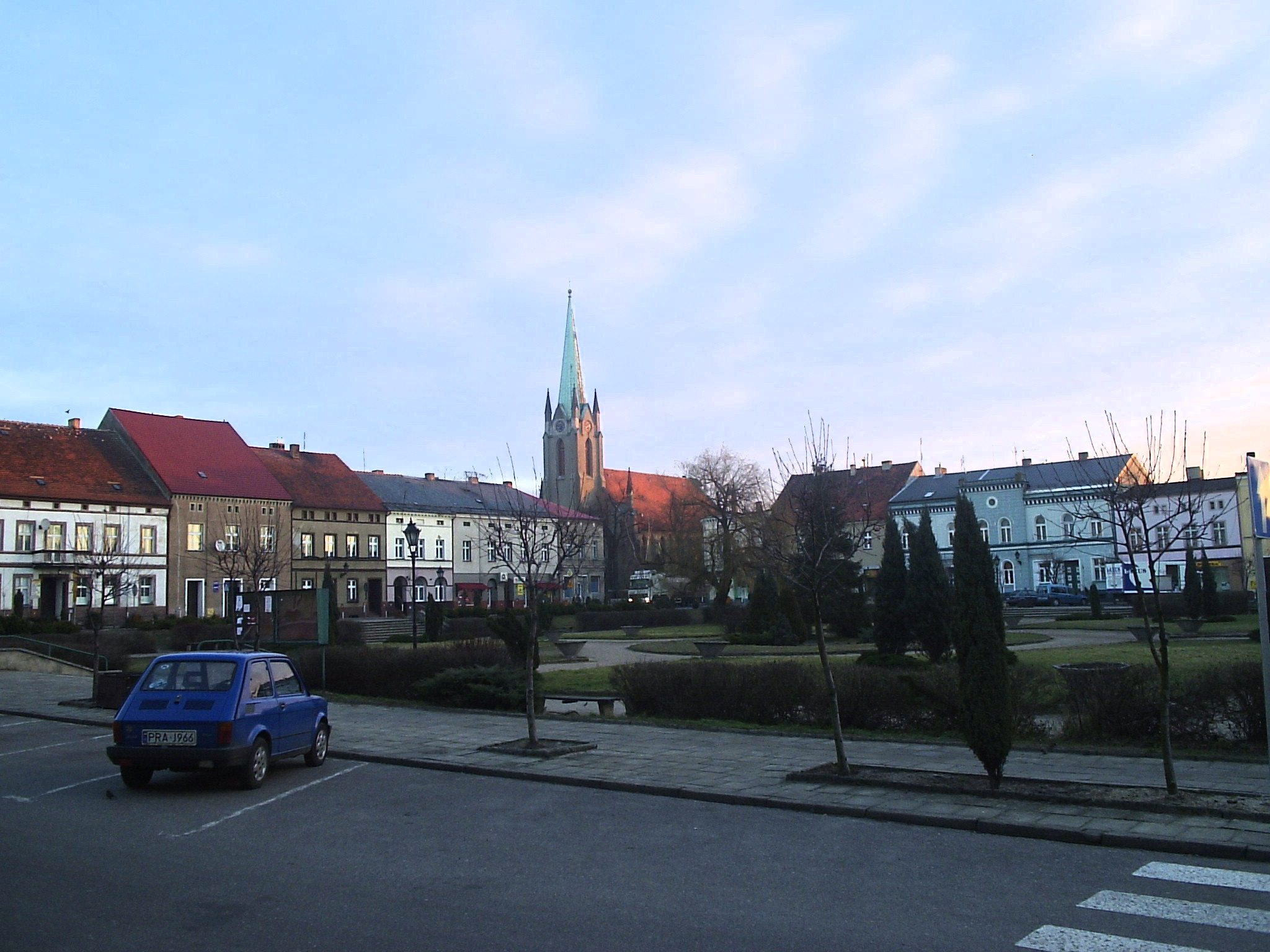

博亞諾沃是波蘭的城鎮，位於該國西部，由大波蘭省負責管轄，始建於十四世紀，面積2.34平方公里，平均溫度8.8攝氏度，每年平均降雨量650毫米，2010年人口2,953。

## 外部連結
- Bojanowo City Guide（页面存档备份，存于） （英文）
- Official website（页面存档备份，存于） （波兰語）
- Official website of parish in Bojanowo （波兰語）
- Official website of football club in Bojanowo - Ruch Bojanowo （波兰語）
- Official website of fire department （波兰語）

51°42′N 16°45′E / 51.700°N 16.750°E